# Amiral Charner (Schiff, 1894)
Die Amiral Charner war ein Panzerkreuzer der französischen Marine, der 1893 vom Stapel lief und Typschiff der nach ihr benannten Schiffsklasse war. Sie wurde im Ersten Weltkrieg am 8. Februar 1916 vor der libanesischen Küste von dem deutschen U-Boot U 21 torpediert und sank innerhalb von zwei Minuten. Nur ein Seemann konnte drei Tage später gerettet werden. 374 Seeleute fanden beim Untergang des Schiffs den Tod.

## Baugeschichte
Die am 18. März 1893 im Arsenal von Rochefort vom Stapel gelaufene Amiral Charner wird meist als Typschiff der nach ihr bezeichneten Klasse von vier Kreuzern der französischen Marine betrachtet, die von 1892 bis 1894 von Stapel liefen. Die vier Kreuzer werden meist als Panzerkreuzer („croiseur cuirassé“), gelegentlich als Geschützte Kreuzer („croiseur protégé“) bezeichnet. Sie waren verkleinerte Varianten des ersten französischen Panzerkreuzers Dupuy de Lôme.
Benannt war die Amiral Charner nach Léonard Victor Charner (1797–1869), Admiral von Frankreich und zuletzt Oberbefehlshaber in Französisch-Indochina.

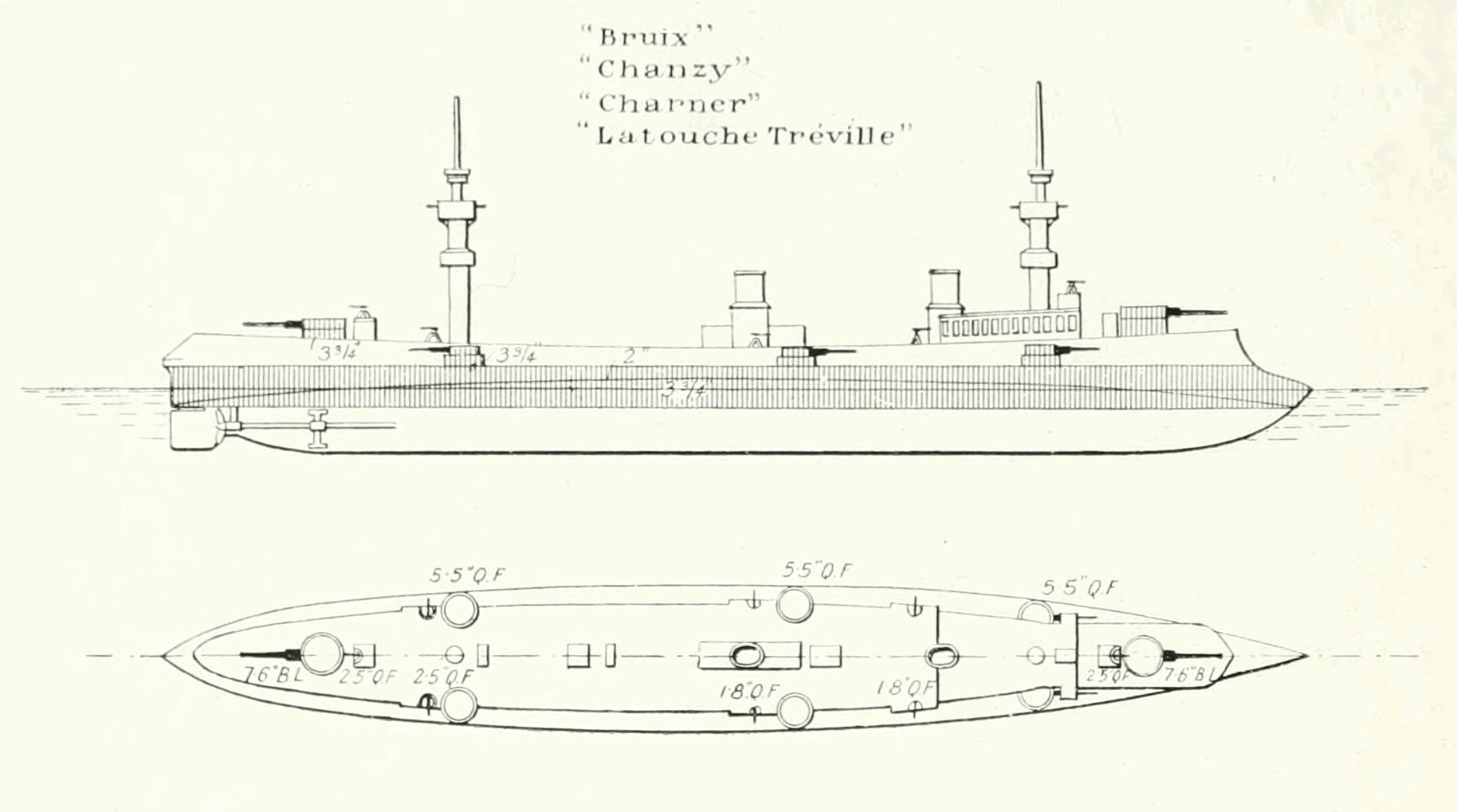
Riss der Amiral Charner aus Brassey’s 1902

Als erster Kreuzer der Amiral-Charner-Klasse war schon am 8. Oktober 1892 die Latouche-Tréville bei der Werft Forges et Chantiers de la Méditerranée in deren Zweigbetrieb in Graville bei Le Havre vom Stapel gelaufen. 1894 folgten dann noch die ebenfalls in Rochefort gebaute Bruix und die Chanzy. Alle vier Kreuzer waren bis Ende 1896 in Dienst gestellt.
Die Kreuzer hatten als Hauptbewaffnung zwei 19,4-cm-L/40-Kanonen des Modells 1887 in einem Bug- bzw. Heck-Einzelturm. Dazu kamen sechs seitlich angeordnete 13,8-cm-L/45-Schnellfeuergeschütze des Modells 1888 in Einzeltürmen an den Schiffsseiten. Zwölf leichte Geschütze und vier starre Torpedorohre vervollständigten die Bewaffnung. Die Schiffe der Amiral-Charner-Klasse hatten einen Gürtelpanzer von 90 mm starken Stahlplatten.

## Einsatzgeschichte
Die Amiral Charner begann ihren Dienst in der französischen Marine in einer Erprobungsdivision. Dann wurde sie der Kreuzerdivision im Mittelmeer als Flaggschiff zugeteilt. 1896 war sie mit den Schiffen anderer Schutzmächte vor Kreta, wo Großbritannien, Frankreich, Italien und Russland schließlich durchsetzten, dass die Türkei Kreta aufgab, zeitweise ein Komitee von vier Admiralen der Schutzmächte die Macht ausübte, bis ein fast selbstständiges Kreta unter dem Prinzen Georg von Griechenland als Generalgouverneur entstand. Nach der Beendigung des Konflikts wurde die Amiral Charner 1898 der Reserve in Toulon zugeteilt. 1900 wurde die Amiral Charner nach Ostasien entsandt, wo sie bis 1902 im Einsatz blieb. Im Mai 1901 fuhr sie den Jangtsekiang aufwärts bis Hankau, wo sie an der Eröffnung der französischen Niederlassung teilnahm. Im Februar 1905 wurde sie erneut der Reserve in Toulon zugeteilt. Vor dem Beginn des Ersten Weltkrieges wurden sie während der Balkankriege 1911 bis 1912 nochmals zur Sicherung der Situation um Kreta aktiviert, die 1913 mit dessen Angliederung an Griechenland endete.

### Kriegseinsatz
Beim Ausbruch des Krieges wurde die Amiral Charner der Marinedivision in Marokko zugewiesen und sicherte Transporte von dort nach Frankreich. Zeitweise war hier auch das Schwesterschiff Latouche-Tréville im Einsatz. Im November 1914 verlegte sie ins Mittelmeer zur Sicherung des Sueskanals, wobei sie ab Biserta das dort wieder aufgerüstete alte Küstenpanzerschiff Requin begleitete.

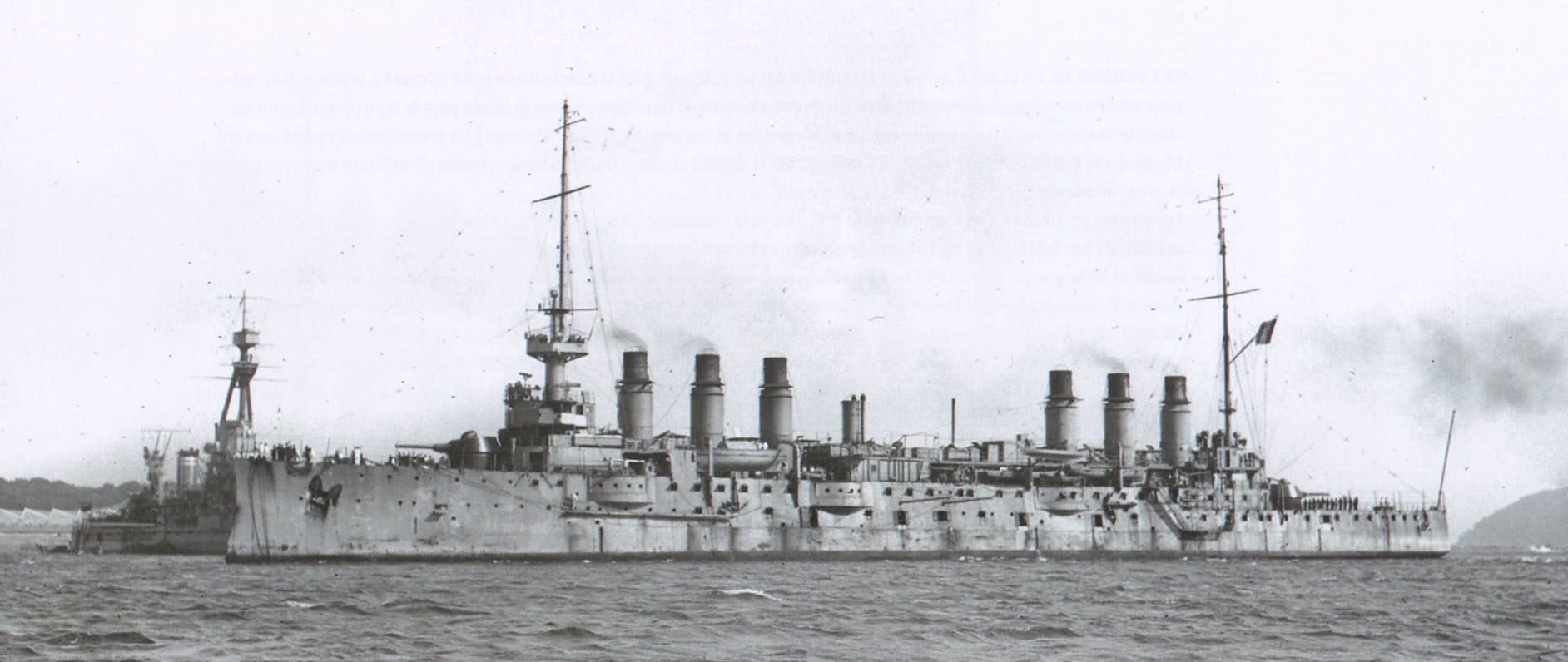
Panzerkreuzer Jeanne d’Arc

Ab dem 9. September 1915 war die Amiral Charner an der Evakuierung von 4048 Armeniern aus der Nähe von Antakya nach Port Said unter der Führung des Geschützten Kreuzers Guichen zusammen mit dem Panzerkreuzer Jeanne d’Arc, dem Kreuzer D’Estrées und dem Flugzeugmutterschiff Foudre beteiligt. Die Armenier einiger Dörfer hatten unter der Führung des ehemaligen osmanischen Offiziers Kalousdian auf dem Musa Dagh fast zwei Monate den Angriffen der türkischen Armee Widerstand geleistet. Am 28. Dezember besetzte die Amiral Charner zusammen mit dem Panzerkreuzer Jeanne d’Arc die Insel Kastelorizo vor der türkischen Küste, die bis zum Kriegsende ein wichtiger Stützpunkt der Alliierten wurde.

## Versenkung
Am 8. Februar 1916 wurde die nach Port Said alleinfahrende Amiral Charner 44 Seemeilen von Beirut und 16 Seemeilen von Tyros vor der libanesischen Küste vom deutschen Unterseeboot U 21 unter Kapitänleutnant Otto Hersing torpediert. Der Kreuzer sank in wenigen Minuten auf der Position 33° 21′ N, 34° 54′ O. Der Schlepper Laborieux fand drei Tage später Wrackteile, etliche Leichen und als einzigen Überlebenden den Unteroffizier (Maître) Cariou, der sich anfangs auf einem Floß mit 13 Mann befunden hatte. 374 Mann verloren beim Untergang des Kreuzers ihr Leben.

## Schwesterschiffe
| Schicksal der Schwesterschiffe | Schicksal der Schwesterschiffe                   | Schicksal der Schwesterschiffe | Schicksal der Schwesterschiffe | Schicksal der Schwesterschiffe | Schicksal der Schwesterschiffe |
| ------------------------------ | ------------------------------------------------ | ------------------------------ | ------------------------------ | ------------------------------ | --- |
| Name                           | Bauwerft                                         | Baubeginn                      | Stapellauf                     | in Dienst                      | weiteres Schicksal |
| Latouche-Tréville              | Forges et Chantiers de la Méditerranée, Graville | 1890                           | 8. Oktober 1892                | 6. Mai 1895                    | 1897–1899 Mittelmeer, 1914–1918 Mittelmeer, 1919 gestrichen. |
| Chanzy                         | Société de Gironde                               | 1890                           | 24. Januar 1894                | Dezember 1894                  | Antillen, 1901 Mittelmeer, bis 1907 Ferner Osten, nach Strandung im Tschu-san-Archipel am 30. Mai 1907 aufgegeben, hatte am 23. Mai Hilfe vom deutschen Kanonenboot Luchs abgelehnt. |
| Bruix                          | Arsenal de Rochefort                             | 1890                           | 2. August 1894                 | 5. Dezember 1896               | 1902 Antillen, 1908–1909 Ferner Osten, 1914 Kamerun, 1915 Rotes Meer, 1916 bis 1918 Griechenland, 1921 gestrichen.                                                                   |